# Friedrich Clemens Ebrard
Friedrich Clemens Ebrard (* 26. Juni 1850 in Erlangen; † 28. Juli 1935 in Frankfurt am Main) war ein deutscher Historiker und Bibliothekar.

## Leben
Friedrich Clemens Ebrard wurde in Erlangen am 26. Juni 1850 als Sohn des reformierten Theologen Johann Heinrich August Ebrard und dessen Frau Luise (geborene von Loewenich) geboren. Er selbst konnte die Abstammung seiner hugenottischen Familie bis 928 urkundlich zurückverfolgen. 1859/1860 bildete ihn die Lateinschule in Speyer vor. Anschließend kehrte er zurück nach Erlangen und besuchte das dortige Gymnasium. Nun bezog er die Universität Erlangen zum Geschichts- und Nationalökonomiestudium und wechselte zur Universität Göttingen. Während seines Studiums wurde er 1867 Mitglied der christlichen Studentenverbindung Uttenruthia Erlangen. Die Universität Tübingen promovierte ihn dann 1872. In den folgenden vier Jahren war er Soldat.
Anschließend, 1876, wurde er Hilfsbibliothekar an der Bibliothek der Universität Straßburg. Im Folgejahr zum Kurator ernannt, beförderte man ihn ein weiteres Jahr später zum Bibliothekar. Am 19. Februar 1884 ging er nach Frankfurt am Main, wo er an der Stadtbibliothek Oberbibliothekar wurde. Im Juni dieses Jahres erhielt er die preußische Staatsbürgerschaft. Kurz darauf wurde er Bibliotheksdirektor. Im Februar 1885 wurde Ebrard zum Diakon und später zum Präses-Ältesten der Französisch-reformierten Gemeinde in Frankfurt am Main gewählt. Im Dezember 1899 erhielt er den Roten Adlerorden.
Die Stadtbibliothek in Frankfurt baute Ebrard systematisch aus, so dass sie 1914 der neu gegründeten Frankfurter Universität als Universitätsbibliothek dienen konnte. Verschiedene wissenschaftliche Bibliotheken in Frankfurt wurden der Stadtbibliothek eingegliedert oder es wurden Erwerbungsabsprachen getroffen. Ebrard gelang es auch, die Frankfurter Münzsammlung, die Flugschriftensammlung Gustav Freytags und das Schopenhauer-Archiv für die Bibliothek zu übernehmen. Die Abteilung der Hebraica und Judaica wurde zu einer der bedeutendsten in Deutschland.
Mitglied des Konsistoriums der evangelischen Kirche im Konsistorialbezirk Frankfurt wurde Ebrard dann im Mai 1900. 1904 erhielt er den Kronenorden und seine Beförderung zum königlich-geheimen Konsistorialrat fand am 22. Juni 1907 durch Wilhelm II. statt. Als Vertreter des Präsidenten beim Frankfurter Konsistorium setzte man Ebrard 1912 ein und eine weitere Auszeichnung händigte man ihm im Juli 1918 aus, das Verdienstkreuz für Kriegshilfe.
Aus dem Konsistorium schied er im Januar 1931 aus und feierte im Mai 1932 sein 60-jähriges Doktorjubiläum. Am 28. Juli 1935 verstarb er schließlich in Frankfurt am Main im Alter von 85 Jahren an einer Entzündung des Zwerchfells sowie an starkem Fieber. Seine Beerdigung fand am 21. Dezember 1935 statt, seine Bestattungsurne wurde im reformierten Erlangener Friedhof beigesetzt.

## Werke (Auswahl)
Schriftenverzeichnis: Aron Freimann: Schriften und Aufsätze Friedrich Clemens Ebrards. In: Edith Kießling: Die Stadt- und Universitätsbibliothek Frankfurt a.M. Frankfurt a. M. 1969, S. 56–65.
- Die Fränkischen Reichsannalen von 741 bis 829. In: Forschungen zur Deutschen Geschichte, Bd. 13 (1873), S. 425–472.
- Der erste Annäherungsversuch König Wenzels an den schwäbisch-rheinischen Städtebund 1384–-1385. Eine historische Untersuchung, Straßburg. Trübner 1877.
- Der Besuch Kaiser Friedrichs III. in Straßburg im Jahre 1473. Nach Briefen und Akten des Straßburger Stadtarchivs, Straßburg 1880.
- Straßburgs Fehde mit Herrn Jean de Vergy 1382–1387. Nach ungedruckten Straßburger und Frankfurter Quellen, Straßburg: Schultz 1880.
- Verstellbare Lagerung der Tragebretter an Bücherregalen, Schränken u. dgl. In: Zentralblatt für Bibliothekswesen, Bd. 10 (1893), S. 23–27 (Digitalisat),
- Denkschrift über die Geschichte der im Jahre 1699 in Deutschland eingewanderten Familie de Laporte, Antwerpen: Laporte & Dosse, 1904, Digitalisat
- Die französisch-reformierte Gemeinde in Frankfurt am Main 1554–1904, Frankfurt a. M.: Ecklin 1906.
- Die Amerikanische Abteilung der Stadtbibliothek Frankfurt am Main. Bericht über ihre Gründung und Entwicklung 1905–1908, Frankfurt a. M.: Englert & Schlosser 1908.
- Die Familie von Loevenich (Frankfurt am Main 1908)
- Ein Lied von der Belagerung der Stadt Frankfurt im Jahre 1552. Namens der Stadtbibliothek den Teilnehmern an den bibliophilen Veranstaltungen am 10. Oktober 1920 überreicht von Friedrich Clemens Ebrard, Frankfurt a. M.: Klingspor in Offenbach 1920.